# Гендерна упередженість у Вікіпедії

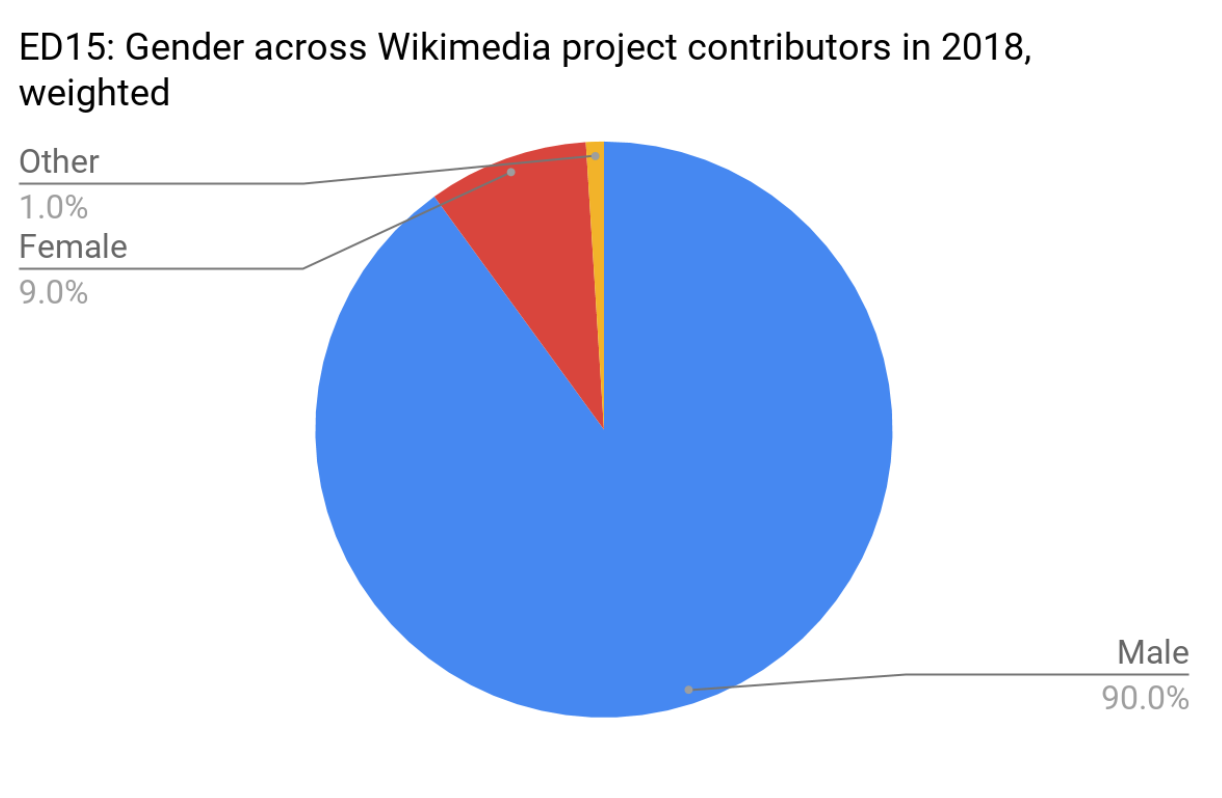
90 % людей, що редагують Вікіпедію, — чоловіки: редакторок лише 9 % (опитування Фонду Вікімедіа, 2018).

І ця статистика не змінилась за 7 років (дослідження Фонду Вікімедіа, 2011).

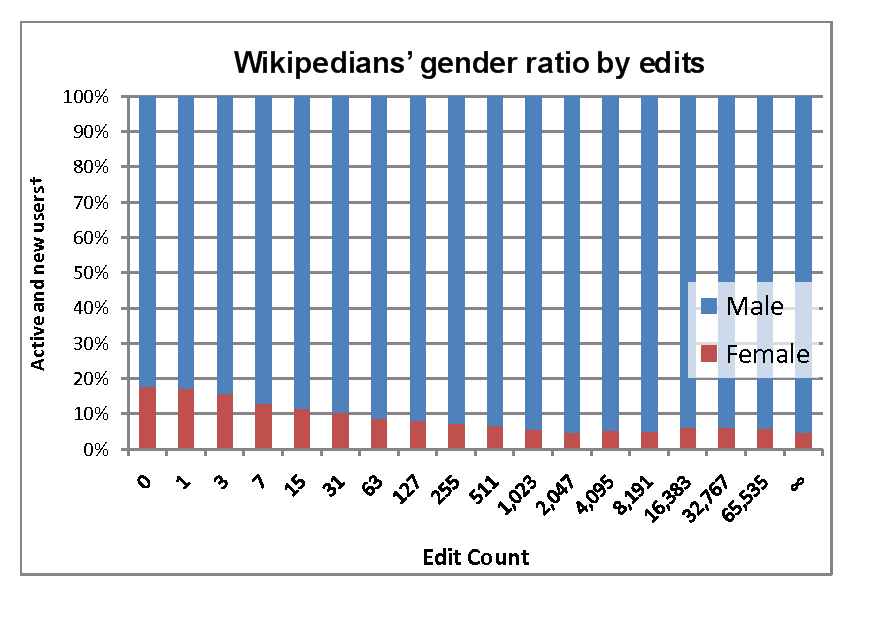
Серед людей, що налаштували стать у вікі-обліковці (англвікі), жінки роблять менше редагувань

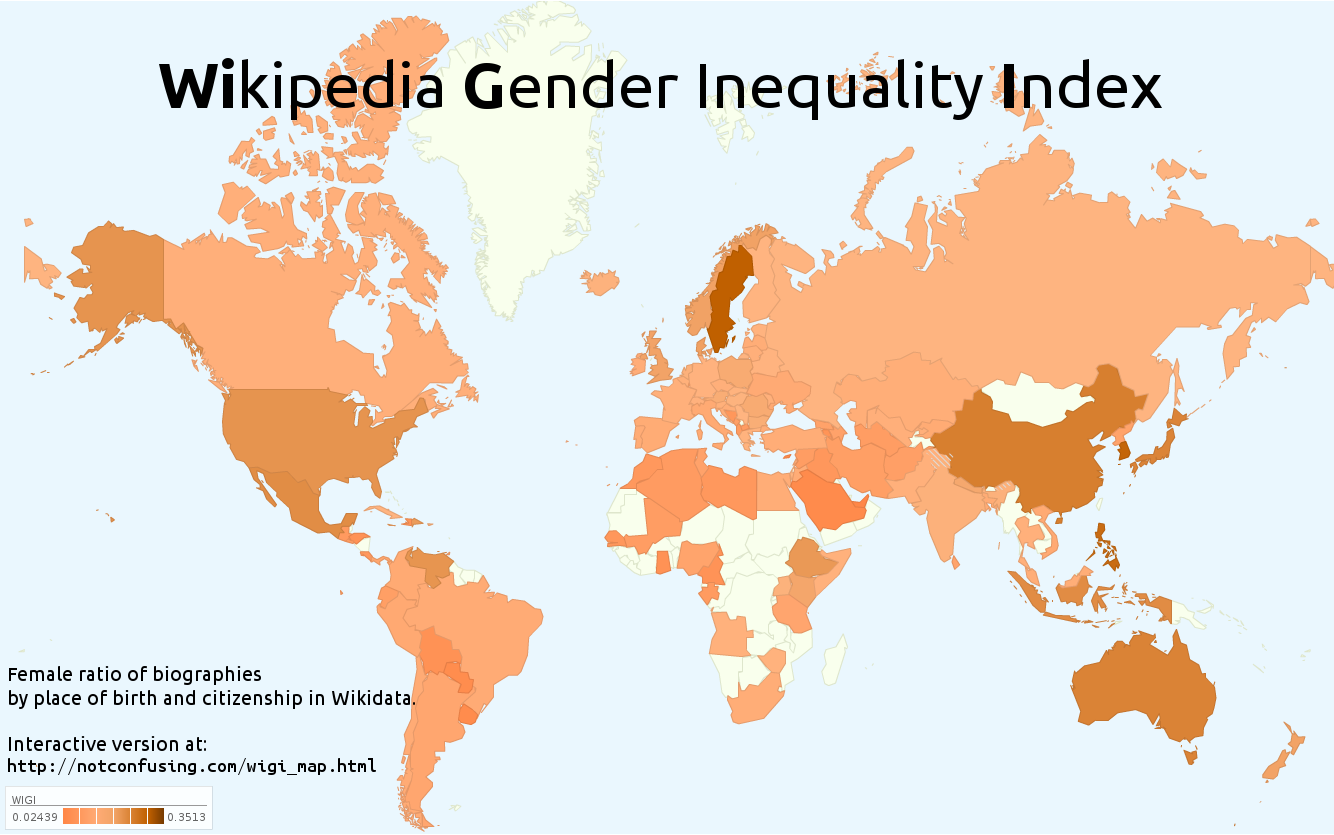
Індекс вікі-нерівності (WiGI): пропорція жіночих біографій з різних країн до чоловічих у Вікіданих

Сексизм у Вікіпедії (англ. Gender bias on Wikipedia), також гендерний ухил (перекіс, дисбаланс, зсув), гендерний розрив, гендерна нерівність у Вікіпедії — перевага чоловіків серед людей, що редагують Вікіпедію (зокрема в англійському її розділі).
Ймовірно, це, в свою чергу, призводить до того, що у Вікіпедії менше якісних та деталізованих статей про жінок та важливі для них теми, а наявні статті нерідко містять упередженість, сексуальну об'єктивацію жінок, мізогінний зміст, гендерні стереотипи чи міфи про зґвалтування.
Гендерні стереотипи є широко розповсюдженими помилковими переконаннями про характеристики і поведінку чоловіків, жінок та трансгендерних людей.
Вчені та журналістки послідовно розказують про це (2011, 2013, 2019). Деякі дослідники заперечують існування гендерної нерівності, називаючи її феміністською ідеологією як протилежність до маскулізму.
У фактори, що відштовхують жінок від участі, включають: сексизм у Вікіпедії; нестачу впевненості та вільного часу; незручний інтерфейс; уявлення, що редагування нудне; менші можливості соціалізації, ніж на інших сайтах.
Відсутність скорочення зсуву у Вікіпедії не тільки викликає тривогу з огляду на існування подібних форумів в Інтернеті, але й представляє енциклопедію в негативному світлі, оскільки гендерний дисбаланс означає дисбаланс у висвітленні інформації та змісті контенту.
Фонд Вікімедіа, який керує Вікіпедією, визнає наявність ухилу і регулярно працює на підвищення відсотка редакторок Вікіпедії: функціонує спеціальна Gender gap task force та проєкт Протидія системній упередженості, проводяться вікі-події (щорічники WikiGap, Women in Red (Жінки в червоному [Архівовано 27 березня 2019 у Wayback Machine.])) для збільшення кількості статей на релевантні теми, тренінги, освітні курси та акції, регулярні опитування, освітлення теми в пресі.
У 2015 засновник Вікіпедії Джиммі Вейлз заявив, що енциклопедії не вдалося досягти мети в 25 % жінок в редакторському складі; за час боротьби Фонду з вікі-сексизмом кількість редакторок зросла з 9 % до 20 %.

## Статистика та проблеми
«Переважна більшість редакторів Вікіпедії — це молоді чоловіки, які навчаються в університеті», демографічна група, яка описується як «група чоловіків-вундеркіндів, які є достатньо багатими, щоб дозволити собі ноутбук на 2 000 доларів і широкосмугове з'єднання».
Основними показниками гендерного вікі-розриву, котрі можна виміряти, є нестача редакторок у порівнянні з кількістю редакторів, мала кількість постійних редакторок у порівнянні з кількістю постійних редакторів, брак жіночих біографій у порівнянні з кількістю чоловічих, брак статей на цікаві жінкам теми, упереджене висвітлення релевантних жінкам тем у Вікіпедії.

### Нестача редакторок (у порівнянні з кількістю редакторів)
Хоча близько 47 % читацької аудиторії — жінки, серед людей, що редагують її, жінок лише близько 10 % (8,5 % — 16,1 % за даними опитувань та досліджень 2015, 2011, 2013, 2016). Вікіпедія не досягає успіху у перетворенні читачок на редакторок. 
«Відсоток жінок-редакторок у Вікіпедії залишається гнітючо низьким» (математикиня Марі А. Вітуллі в Notices of the American Mathematical Society, березень 2018).
Хоча жінки роблять істотний внесок в простори назв «Користувач/ка» і «Обговорення Користувача(-ки)», що вказує на зацікавленість у співпраці, дослідження виявили, що редакторки частіше стикаються з проблемами, ніж редактори, і що жінки частіше редагують свої правки раніше, ніж чоловіки.
У 2010 році Університет ООН та UNU-MERIT спільно представили огляд результатів глобального опитування Вікіпедії. Стаття «The New York Times» від 30 січня 2011 року продемонструвала, що участь жінок у Вікіпедії не досягає 13 %. Сью Ґарднер, тодішня виконавча директорка Фонду, відзначила, що зростаюча різноманітність полягає в тому, щоб зробити енциклопедію «настільки хорошою, наскільки це можливо».

### Мала кількість постійних редакторок (у порівнянні з кількістю постійних редакторів)
Хоча жінки, які демонструють вищий рівень участі у Вікіпедії, ніж їхні колеги-чоловіки, більш схильні брати на себе керівну та адміністративну роль,
- серед осіб, які зробили більше ніж 500 редагувань, жінками були лише 6 %, чоловіків було удвічі більше (дослідження Фонду Вікімедіа, 2009)[20];

- серед осіб, що зробили більше 2 000 редагувань (мінімальна кількість для адміністрування Вікіпедії), жінок теж тільки близько 6 %[11].

### Брак жіночих біографій (у порівнянні з кількістю чоловічих) та статей на цікаві жінкам теми
Тільки 18 % україномовних біографічних статей у Вікіпедії — про жінок станом на листопад 2024 року.
У жовтні 2018 року, коли Донна Стрікленд здобула Нобелівську премію з фізики, численні рецензії згадували, що раніше вона не мала сторінки у Вікіпедії. Проєкт сторінки Стрікленд подавався, але був відхилений через те, що не демонстрував «значного висвітлення (а не тільки згадки) теми».

### Упереджене висвітлення жінок та релевантних їм тем у Вікіпедії
- В англійській Вікіпедії та п'яти іншомовних виданнях співвідношення статей про жінок та статей про чоловіків було вищим, ніж у трьох інших базах даних. Проте аналіз з використанням математичної лінгвістики показав, що те, як жінки і чоловіки описуються в статтях, демонструє упередженість, а статті про жінок частіше містять слова, пов'язані з гендером і сім'єю. Дослідниці вважають це ознакою того, що редактори Вікіпедії бачать чоловіка «нульовою статтю» (що чоловіче є «нормою», а жіноче — відхиленням (ідея антропоцентризму))[25].
- Мовний сексизм проявляється в темах сім'ї, гендеру та темах, пов'язаних зі стосунками, що найчастіше висвітлюються в біографіях жінок: в позитивному сенсі ці теми частіше висвітлюються в чоловічих біографіях, а негативні терміни частіше зустрічаються в жіночих[26].

## Причини
Запропоновано декілька причин гендерного розриву у Вікіпедії.

Дослідження 2010 року показало, що рівень участі жінок у Вікіпедії (13 %) близький до загального рівня жіночої участі інших "форумах громадської думки та лідерства (15 %). Це говорить про зацікавленість жінок у соціальному волонтерстві і готовність витрачати на нього час та ресурс. Їхня менша участь у подібних активностях може пояснюватись браком ресурсів, викликаним гендерною нерівністю, та ворожістю середовища, змодерованого гендерними стереотипами.
«В дуже обмежений вільний час, який мають жінки, вони, як правило, активніше беруть участь у громадській діяльності, аніж в редагуванні Вікіпедії» (Сью Ґарднер, екс-очільниця Фонду Вікімедіа). 

### Гендерна нерівність та гендерні стереотипи
З більш широкої перспективи гендерних, феміністських та жіночих досліджень причини гендерного розриву у Вікіпедії є спільними з іншими гендерними розривами, відбивають гендерну нерівність загалом та кореняться в наслідках системного патріархатного утиску:
- Гендерний розрив в оплаті праці: Внаслідок гендерної сегрегації ринку праці (прикладом якої є «скляна стеля»), жінки сфокусовані на забезпеченні базових потреб і не можуть дозволити собі волонтерство на редагування Вікіпедії;

- Жіноча часова бідність: виконання жінками основного масиву неоплачуваної роботи (хатня робота, материнство, догляд за дітьми, хворими та літніми близькими, емоційне обслуговування), а також витрати на очікувані від них суспільством б'юті-практики та відновлення здоров'я після їх використання (нервова анорексія, наприклад, посідає перше місце за летальністю серед психічних захворювань), жінки можуть фізично не мати часу та/чи ресурсу на відпочинок та саморозвиток, не кажучи вже про хобі, результати яких близькі до анонімних і можуть бути зруйновані будь-ким.
- Мізогінія, гендерні стереотипи та сексизм, що, проявляючись в уже існуючих статтях і при спілкуванні у Вікіпедії, можуть відштовхувати жінок як на етапі переходу від читання до редагування, так і на подальших етапах. Див. Мізогінія у мас-медіа, Зображення гендеру у відеоіграх.

Крім системних, причини нерівності у Вікіпедії шукають і в самій Вікіпедії як платформі та спільноті.

### 9 причин Сью Ґарднер

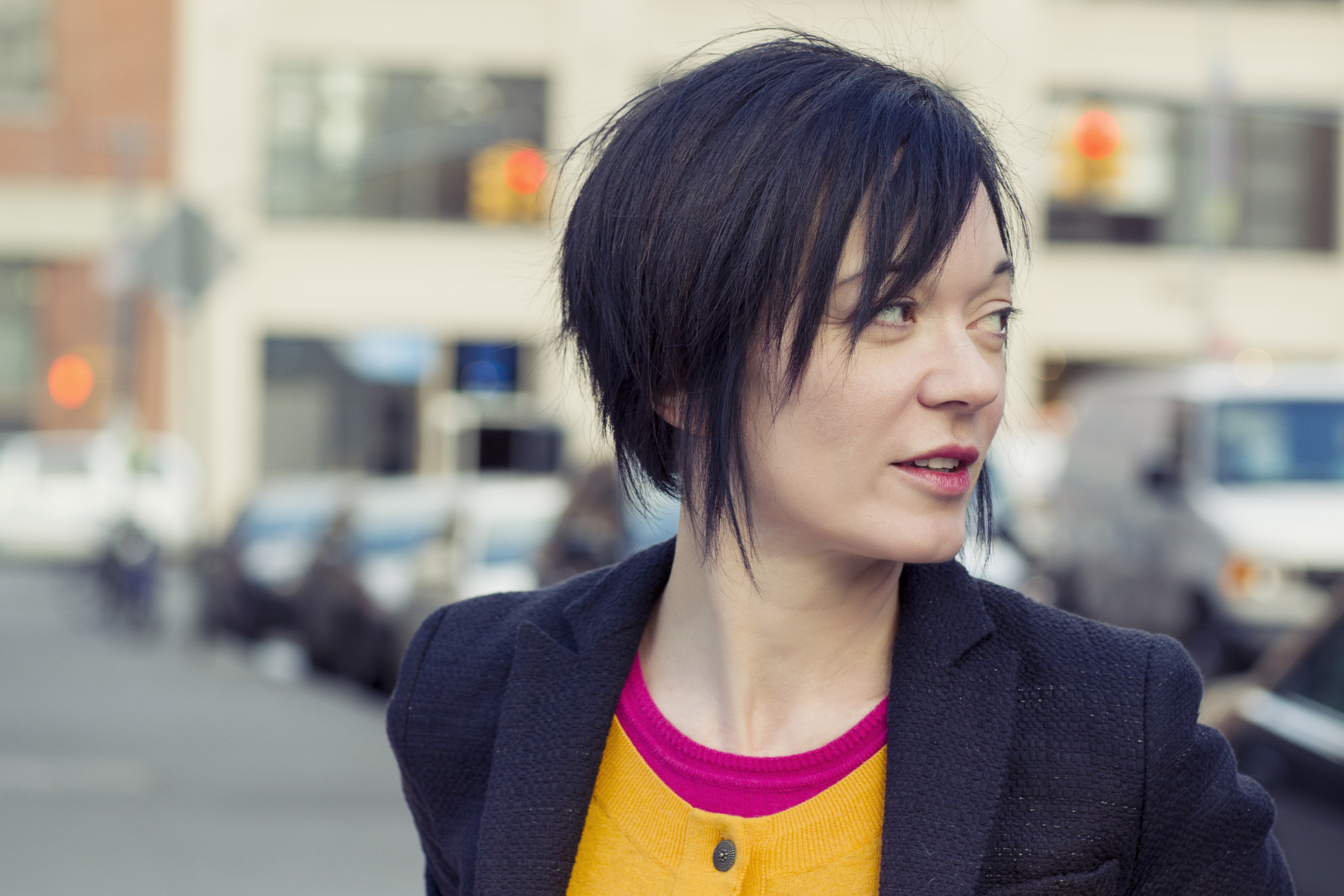
Сью Ґарднер, виконавча директорка Фонду Вікімедіа, що описала 9 причин малої участі жінок у Вікіпедії

Виконавча директорка Фонду Вікімедіа з 2007 до 2014 року Сью Ґарднер навела дев'ять причин, чому жінки не редагують Вікіпедію, за результатами відбору коментарів жінок у розділі Редактори Вікіпедії:
- незручний для користування інтерфейс редагування;
- нестача вільного часу;
- відсутність впевненості в собі;
- відсутність конфліктності та бажання брати участь у тривалих «війнах редагувань»;
- враження, що їхні внески з високою ймовірністю будуть скасовані або вилучені;
- мізогінна атмосфера;
- культура Вікіпедії є сексуалізованою, і це відштовхує жінок;
- менше можливостей, ніж на інших сайтах, для соціальних відносин та відсутність привітного тону.

### Культура виключення жінок з Вікіпедії
Те, що кількість учасниць Вікіпедії близька до інших «форумів громадської думки»,
Хоча перед першим зі своїх піврічних опитувань Вікіпедії у квітні 2011 року Фонд Вікімедіа припускав її як безпечне середовище: «На відміну від інших, наші дані показують, що дуже небагато редакторок відчувають себе переслідуваними, і дуже мало хто вважає, що Вікіпедія — це сексуалізоване середовище», у жовтні 2011 року у «International Symposium on Open Collaboration» було знайдено докази того, що Вікіпедія може мати «культуру, яка є резистентною до участі жінок».
Так, жінки, які брали участь в експерименті, редагуючи сайт, схожий на Вікіпедію, мали тенденцію вважати інших редакторів чоловіками — та розглядали їхні відповіді більш критично, ніж якщо інша людина, що редагує, була гендерно-нейтральною (дослідження 2017). Це ілюструє очікування чоловічої критики та менсплейнінгу, звичних для жінок у реальному спілкуванні.

#### Вікі-комунікація та «війни редагувань»
У лютому 2011 року «The New York Times» опублікувала серію статей «Де жінки у Вікіпедії?». Джастін Кассел підкреслив, що хоча жінки є настільки ж обізнаними, як і чоловіки, і здатними захистити свою точку зору, «в американському суспільстві все ще буває так, що дебати, суперечки та відстоювання своєї точки зору часто досі розглядаються як норма для чоловіків, а використання жінками таких мовних стилів може викликати негативну оцінку» (див. Гендерні стереотипи, Гегемонна маскулінність).
Культура, яка не включає жінок у Вікіпедію, досліджена С. Лем в 2011, може бути пов'язана з:
- невідповідністю основних тем серед чоловіків та жінок,
- тенденцією до того, що жінки є більш активними в соціальних та громадських проєктах Вікіпедії,
- підвищеною ймовірністю того, що редагування нових редакторок буде скасовано,
- підвищеною імовірністю того, що статті з високою часткою редакторок викличуть більше суперечок.

### Брак навичок
Дослідження 2014 року показало, що існує також «розрив у навичках роботи в Інтернеті» щодо редагування Вікіпедії. Виявилось, що найбільш вірогідними учасниками Вікіпедії є висококваліфіковані чоловіки, а між низькокваліфікованими редакторами(-ками) немає гендерного розриву. Також «розрив у навичках роботи в Інтернеті» посилює гендерний розрив між редакторами й редакторками.

### Бідний контент
Дехто, як, наприклад, Хізер МакДональд, пояснювали гендерний дисбаланс у Вікіпедії тим, що жінкам вона нецікава: «Найпростіше пояснення різної кількості учасників і учасниць у Вікіпедії — це те, що в середньому чоловіки і жінки мають різні інтереси і віддають перевагу різним способам проведення вільного часу» (Slate, 2011). Проте половину читацької аудиторії складають жінки; відсутність цікавих для жінок тем у Вікіпедії і є наслідком їх малої залученості. Аби розірвати замкнуте коло, проводяться систематичні заходи із поліпшення рівності у Вікіпедії.

## Боротьба з нерівністю у Вікіпедії

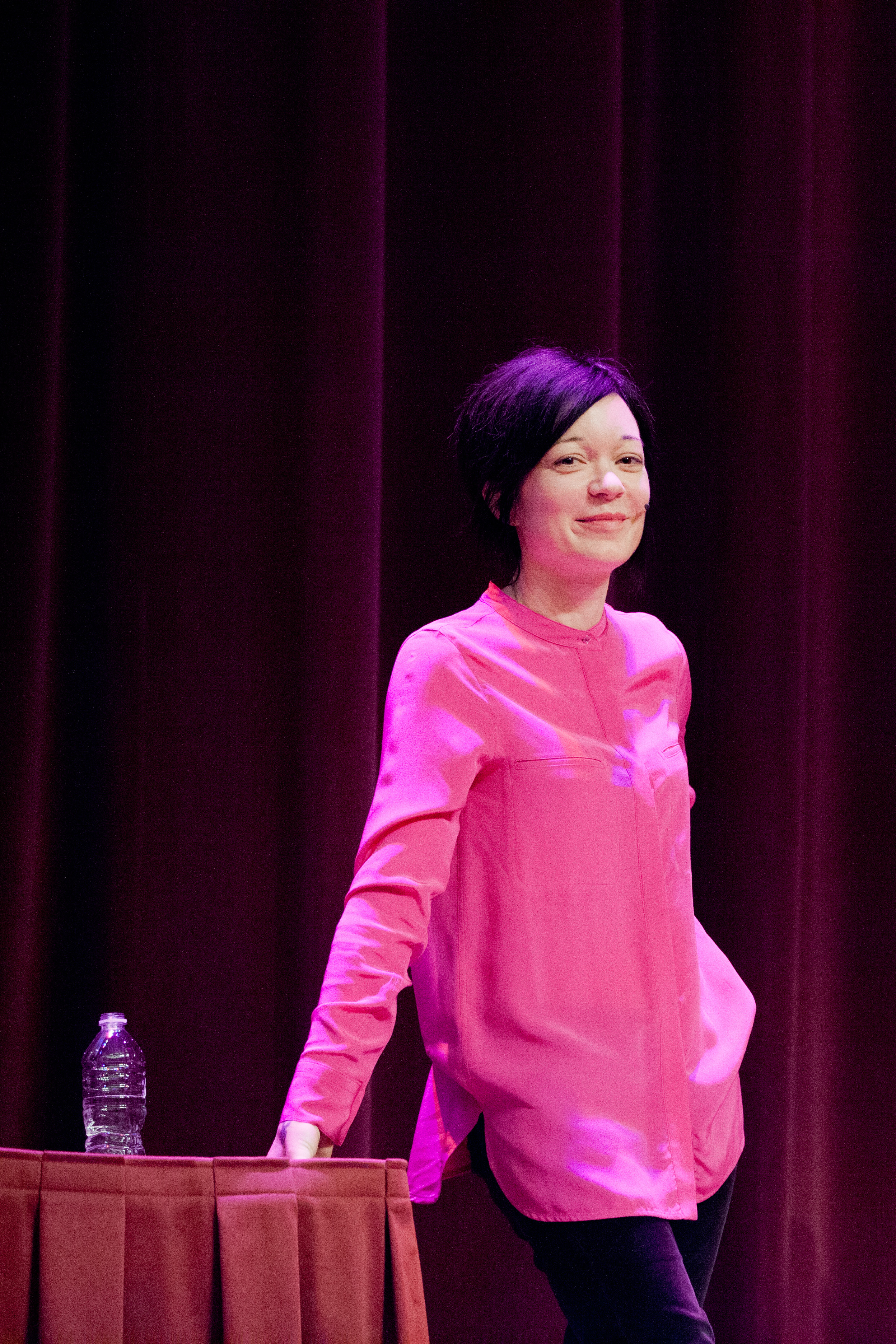
Сью Ґарднер на Вікіманії, 2012

За часів головування Сью Ґарднер (2007—2014) Фонд Вікімедіа офіційно визнав існування гендерної нерівності у Вікіпедії. У 2011 році Фонд встановив ціль до 2015 року збільшити кількість учасниць до 25 %.
Ґарднер працювала над тим, щоб розв'язати проблему, проте висловила розчарування темпами досягнення успіху: «Я не вирішила її. Ми не вирішили. Фонд Вікімедіа не вирішив її. Вирішення проблеми не надійде від Фонду Вікімедіа» (серпень 2013). Цей висновок вказує на глибші за вади самої Вікіпедії, системні причини домінування в ній чоловіків.
Протягом 2010—2014 років жінки складали 61 % аудиторії курсів коледжу, організованих програмою Wiki Education Foundation, навчальна програма яких містила роботу з навичками редагування Вікіпедії, як одну з частин навчального плану.
У серпні 2014 року співзасновник Вікіпедії Джиммі Вейлз оголосив в інтерв'ю Бі-Бі-Сі про плани Фонду Вікімедіа щодо скорочення гендерного розриву в кількості контенту у Вікіпедії вдвічі, анонсувавши відкритість Фонду для більшої кількості як роз'яснювальних робіт, так і програмних змін.

### Адаптований Вікі-інтерфейс

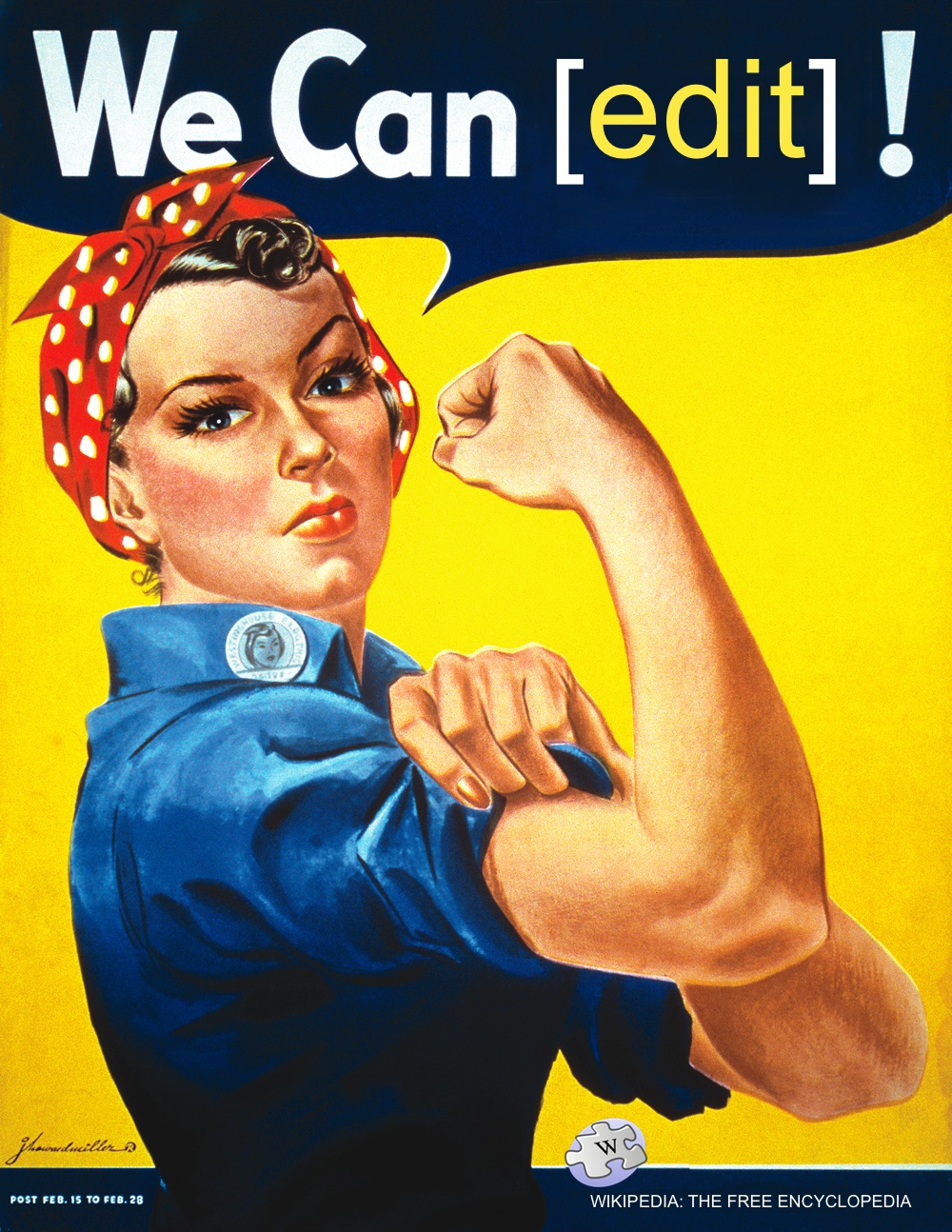
Рімейк відомого воєнного постеру «Ми це можемо!» з вікі-подібним текстом «Ми можемо редагувати!»

Проєкт Візуальний редактор, що фінансується Фондом Вікімедіа, частково спрямований на подолання гендерного розриву. Людино-орієнтований інтерфейс має знизити поріг залучення нових редакторок, що не мають часу та/чи мотивації тривало навчатися роботі в режимі ручного кодування (який для Вікіпедії є класичним).
Проєкт Wikipedia Teahouse був започаткований з метою забезпечення зручного середовища для нових користувачів(-чок) та, зокрема, для підвищення участі жінок у Вікіпедії.
Інструмент Переклад вмісту дозволяє швидко адаптувати великі фрагменти статей з іншомовних розділів Вікіпедії без необхідності вручну додавати внутрішні та зовнішні посилання, категорії, зображення, шаблони та інші елементи, що вимагають вікі-навичок та часу.
У липні 2014 року Національний науковий фонд оголосив, що витратить 200 тисяч доларів на вивчення системної гендерної упередженості у Вікіпедії.
У 2017 році Фонд Вікімедіа надав фінансування у розмірі 500 000 доларів США для створення більш сприятливого середовища для розмаїття у Вікіпедії.

### Робоча група Wikimedia
Виявивши системний гендерний розрив у Вікіпедії, Фонд Вікімедіа створив у 2013 році спеціальну робочу групу для його подолання: Gender gap task force (GGTF), вікіпроєкт Протидія системній упередженості / Робоча група з гендерного розриву. В проєкті зібрані корисні джерела, списки необхідних статей, контакти корисних осіб, рекомендації та гайди, серед іншого — вікі-есе «Як писати про жінок». Доєднатись до проєкту можна всім бажаючим.

### Вікіподії (марафони та конкурси)

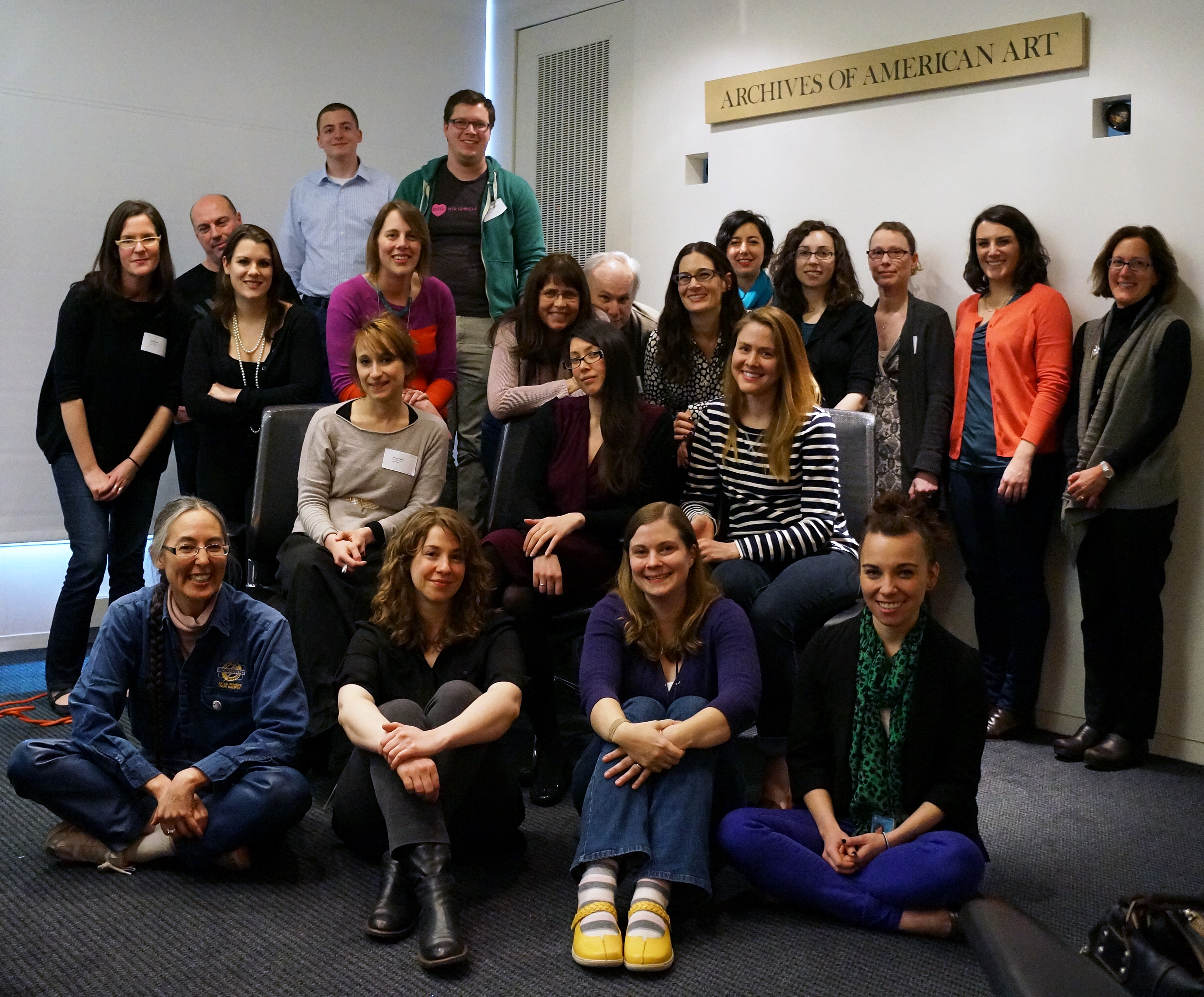
На вікімарафоні Women in the Arts, Вашингтон (2013)

Щоб збільшити висвітлення тем жіноцтва та заохочення жінок до редагування Вікіпедії, проводяться спеціальні вікімарафони. Ці заходи підтримуються Фондом Вікімедіа, який іноді надає наставників(-ць) та технології для полегшення роботи новим редакторкам під час створення статей. Нещодавні вікімарафони особливо фокусувались на таких темах, як австралійські неврологині та жінки в єврейській історії.

#### Місячники створення жіночих біографій WikiGap
Марафони-місячники англійської Вікіпедії WikiGap зі створення жіночих біографій проводяться щорічно. В Українській Вікіпедії проєкт впроваджено з 2018 року: WikiGap 2018, WikiGap 2019, WikiGap 2020, WikiGap 2021, WikiGap 2022, WikiGap 2023.

#### Конкурс WikiWomen Prize
На Wikimedia Diversity Conference 2017 року було висвітлено низку проблемних питань щодо розмаїття у Вікіпедії, зокрема, Валаа Абдель Манем виступила з промовою «WikiWomen Prize as a model for closing the gender gap» (WikiWomen Prize як модель подолання гендерного розриву). У промові йшлося про конкурс в арабській Вікіпедії, що тривав майже рік з грудня 2015 по листопад 2016-го. Його метою було скорочення гендерного розриву в контенті та заохочення редакторок до створення статей. Результатом стало написання 7087 статей та завантаження 480 фотографій. З опублікованих статей шість потрапили до списку вибраних, а дев'ять — до списку добрих. Докладніше про результати за раундами за цим посиланням [Архівовано 23 квітня 2019 у Wayback Machine.].

#### Вікіпроєкт Women in Red

Логотип проєкту Women in Red. На лого силует Камми Рахбек

Влітку 2015 року в англомовній Вікіпедії запущено проєкт Women in Red (Жінки в червоному), що фокусувався на створенні нових та покращенні існуючих статей про відомих жінок. Колір у назві апелює до позначення відсутніх у Вікіпедії статей. Головним чином завдяки щомісячним вікімарафонам Women in Red заохочують редакторок та редакторів до участі у розширенні спектру тем, що висвітлюються у Вікіпедії. Силами проєкту станом на червень 2018 р. до Вікіпедії було додано близько 17 000 нових жіночих біографій. Women in Red та регулярні вікімарафони на його основі покликані збільшити кількість та підвищити якість статей про жінок у Вікіпедії.
Від проєкту утворився дочірній, Жінки в зеленому (Women in Green), покликаний покращити якомога більше вже наявних вікістатей про жінок до рівня добрих та вибраних.

##### Women in Red в Україні: «Пані у червоному»

Логотип проєкту [https://wikimediaukraine.wordpress.com/2017/11/06/pani-u-chervonomu/ Пані у червоному

Україномовна версія проєкту, Пані в червоному [Архівовано 27 березня 2019 у Wayback Machine.], вперше пройшла з 15 листопада до 15 грудня 2017 року і існує у вигляді тематичних тижнів Пані в червоному.
До початку проєкту в українській Вікіпедії налічувалось 132 314 біографічних статей, і тільки 18 120 з них (13,69 %) були про жінок. Редакторка Вікіпедії Людмила Сломінська наголосила: 
«Часто доводиться чути, що жінки зробили дуже мало визначних досягнень і вкладу у розвиток людства у порівнянні із чоловіками. Тому важливо писати статті про успішних жінок, щоб зробити їхні досягнення видимими». 
Також один з ініціаторів проєкту, адміністратор Вікіпедії Сергій Добош сказав: «Для мене „Пані в червоному“ бачиться одним зі способів оприявнення різноманітного вкладу жінок у розвиток наук, культури та інших сфер життя, який виходить далеко за межі поширених стереотипів та „традиційних“ ролей. Це є одним зі способів долання упереджень. Чим менше упереджень і стереотипів, тим швидшим буде поступ у суспільстві».
В проєкті взяли участь 52 людини. Було створено 442 нові статті, а також покращено 42 статті. Завдяки проєкту суттєво збільшилась кількість статей про українських та закордонних науковиць, мисткинь та жінок у спорті.

#### WikiD Ukraine: Жінки. Вікіпедія. Архітектура
WikiD: Women, Wikipedia, Design — це міжнародна освітня і адвокаційна програма, націлена збільшити кількість вікістатей про жінок в архітектурі та архітектурному середовищі. З 20 квітня до 16 червня 2016 року WikiD Ukraine проходила у Києві, Харкові та Львові. За результатами створено перелік архітекторок, статті про котрих відсутні в україномовній Вікіпедії, або є і можуть бути доповнені та розширені. Працівниками Державної наукової архітектурно-будівельної бібліотеки ім. Володимира Заболотного створено бібліографічну письмову довідку «Архітекторки України [Архівовано 14 серпня 2020 у Wayback Machine.]» з релевантними джерелами. В тренінгах брали участь такі експерт(к)и, як Олена Малахова (Гендерний інформаційно-аналітичний центр «КРОНА»), Євгенія Губкіна (архітекторка), Андрій Павлишин, Олена Синчак (мовознавиця), Юлія Попова (координаторка програми «Сприяння демократії» Представництва Фонду ім. Г. Бьолля в Україні), Дмитро Мироненко (ДНАББ ім. В. Г. Заболотного) та Вікімедіа Україна.
Окрім зазначених, функціонують також вікімарафони Місячник жіночої історії (до Міжнародного дня жінок) та певна кількість інших проєктів.

### Інші вікіпроєкти та вікіподії про жінок
Численні вікіпроєкти (майданчики для координації та узручнення розробки статей з певної теми зацікавленими в ній людьми) також прагнуть сприяти внеску до освітлення ролі жінок в суспільстві, гендерних та жіночих студій. Більшість із них засновані та розвиваються в англомовному секторі Вікіпедії. Серед таких проєктів:
- «Вікіпроєкт:Жінки[en]» та його дочірні чи сестринські проєкти: «Жіноче здоров'я[en]», «Жіноча історія[en]», «Психологині[en]», «Жінки в інженерії[en]», «Мисткині[en]», «Письменниці[en]», «Жіночий спорт[en]», «Жінки на війні та в армії[en]», «Жінки Африки[en]», «Єврейки[en]» та інші.
- «Вікіпроєкт: Фемінізм», що займається агрегацією і покращенням статей про жінок і фемінізм з 2018 року.
- Проєкт біографій мисткинь «Мистецтво і фемінізм»;
- Вікіпроєкт «Гендерні дослідження[en]»[54].
- Вікімарафон Жінки у правозахисті.
- Вікімарафон Жінки у STEM.

### Вживання неандроцентричної мови
Див. також: Фемінітиви, Гендерна нейтральність у мовах з граматичним родом, Феміністична мовна реформа
Вживання фемінітивів чи гендерно-нейтральних форм у Вікіпедії (як у статтях, так і в шаблонах та категоріях) підвищує видимість жінок у сферах праці та буття, котрі висвітлює Вікіпедія. Заохочення до практик неандроцентричної мови неодноразово звучало на вікімарафонах, зокрема, в 2017 співробітниця Вікімедіа Україна Віра Моторко запропонувала й покрокову інструкцію з додавання фемінітивів на позначення назв професій, посад, звань, політичних, релігійних, філософських поглядів тощо в особові картки.

### Розвиток спільноти
Залученню жінок до вікіактивності сприяють обмін досвідом та тематичне спілкування у безпечних спільнотах. В українському Інтернеті це, зокрема:
- Facebook-спільнота «Жінки і Вікіпедія», очолювана Вірою Моторко;
- Facebook-спільнота вікіпроєкту «WikiD Ukraine: Жінки. Вікіпедія. Архітектура [Архівовано 22 березня 2022 у Wayback Machine.]»
- Сестринські Facebook-спільноти «Фемінізм УА [Архівовано 6 квітня 2019 у Wayback Machine.]», «Резистанта [Архівовано 31 серпня 2019 у Wayback Machine.]», також доступні для обговорення вікітем.
- До вікімарафонів (наприклад, тематичного «Мистецтво і фемінізм», WikiD Ukraine) долучилася львівська громадська ініціатива Феміністична майстерня[53].